# Тарквиния (съпруга на Сервий Тулий)
Вижте пояснителната страница за други значения на Тарквиния.
Тарквиния Примера (на латински: Tarquinia) е римска аристократка от етруски произход, съпруга на Сервий Тулий.

## Произход
Произлиза от род Тарквинии от днешния град Тарквиния. Дъщеря е на петия римски цар Луций Тарквиний Приск (616 – 579 пр.н.е.) и Танаквил. Внучка е на Демарат от Коринт. Сестра е на Тарквиния Секунда, на Тарквиний Горди (цар 535 – 510 пр.н.е.) и на Арун († 535 пр.н.е.), който е първи съпруг на Тулия (дъщеря на Сервий Тулий).

## Фамилия
Тарквиния се омъжва за Сервий Тулий, шестият римски цар (579 – 535 пр.н.е.). Той е етруск от вулците от град Корникулум (Corniculum) и се казва по рождение първо Макстарна (Macstarna), син на Окресия или Окризия (Ocresia, Ocrisia) и божество, исторически на сабински благородник. Неговата майка му дава името Сервий (роб).
Майка е на:
- Тулия Старша (550 пр.н.е.; † 534 пр.н.е.), втората съпруга на Тарквиний Горди (535 – 509 пр.н.е.)
- Тулия Младша, първата съпруга на Тарквиний Горди (седмият и последен цар на Древен Рим от 535 до 509 пр.н.е.)